# Edificio del Banco de España (Valencia)
El edificio del Banco de España en Valencia, está situado en la calle Barcas número 6 de la ciudad de Valencia, Comunidad Valenciana, España. Es un edificio público de estilo clasicista construido en el año 1917. Su construcción corrió a cargo del arquitecto madrileño José de Astiz Bárcena.

## Edificio
La historia del Banco de España en Valencia se inicia el 18 de junio de 1858, una vez autorizada la banca a emitir billetes con la condición de que existiese una sola entidad bancaria por cada ciudad, autorizada para ello. Sería en ese momento cuando el Banco de España establece sus sucursales en Alicante y Valencia, donde no había bancos encargados de la emisión de billetes.
Después de tener varias sedes de carácter temporal, en 1912 se inicia el proyecto de la nueva sede y en 1917 se procede a la construcción del edificio de estilo clasicista que alberga la sede del Banco de España en Valencia hasta la actualidad. Fue inaugurada el 11 de marzo de 1918 en la calle Barcas, que destaca por ser la vía en donde están ubicadas buena parte de las sedes centrales de las entidades bancarias con presencia en Valencia y en la Comunidad Valenciana y que ejerce de centro financiero de la ciudad.
El proyecto del edificio del Banco de España en Valencia es obra del arquitecto madrileño José de Astiz Bárcena, que ejecutó posteriormente la edificación de otras sucursales del Banco de España como la de Alcoy en 1927 y la de La Coruña en 1926. Su construcción fue acabada en 1917. La fachada está trabajada en piedra. El elaborado artesonado de la rejería es obra del herrero valenciano José Guillot.
El edificio cuenta con semisótano, planta baja, tres alturas y siete patios interiores, de los cuales dos poseen vidrieras que aportan luz a la parte central del edificio. En 1963 se le añadió una planta más al edificio con proyecto del arquitecto Juan de Zavala Lafora, que había participado anteriormente en la construcción del cercano edificio del Ateneo Mercantil.
La sede consta en el Catálogo de Bienes y Espacios Protegidos del Ayuntamiento de Valencia, por su localización dentro de los límites de protección del Teatro Principal de Valencia, que está clasificado como bien de interés cultural.

## Servicios
La sucursal del Banco de España en Valencia opera con entidades de crédito, y ofrece los siguientes servicios al público:
- Operaciones de canje de pesetas por euros.
- Recogida de billetes y monedas falsos.
- Canje de billetes deteriorados.
- Suscripción de deuda pública.
- Solicitud de información de la Central de Información de Riesgos (CIR).
- Presentación, ante el Departamento de Conducta de Mercado y Reclamaciones, de quejas y consultas relativas a los servicios bancarios que prestan las entidades de crédito.